# Derrick Harriott
Derrick Clifton Harriott, OD (* 6. Februar 1939 in Kingston) ist ein jamaikanischer Sänger und Musikproduzent. Seine Karriere umfasste die Entwicklung der Musikstile Ska, Rocksteady, Reggae und Dub. Seine bedeutendste Produktion ist das Reggae-Instrumental-Album The Undertaker.

## Werdegang

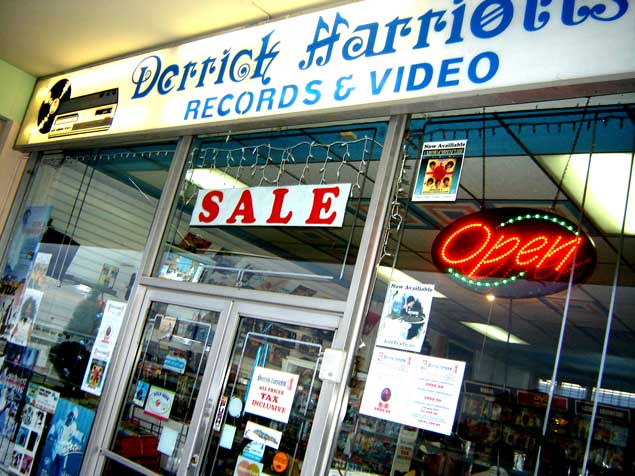
Derrick Harriotts Plattenladen in Kingston, Jamaika

Derrick Harriott wurde am 6. Februar 1939 als fünftes Kind von Victoria Powell und Rupert Harriott in Kingston geboren. Durch das Radio der älteren Brüder kam er mit US-amerikanischer Musik in Berührung, wie Billy Eckstine, Nat King Cole, Ella Fitzgerald, Louis Jordan und Louis Prima. Noch während der Schulzeit an der Excelsior High School gründete Derrick Harriott mit seinem Schulfreund Claude Sang ein Gesangsduo. Als Sang & Harriott gewannen sie mit dem Lied Lollipop Girl die Vere Johns Opportunity Hour, einen Talentwettbewerb, bei dem das Publikum anhand der Lautstärke des Applauses den Sieger bestimmte. Im Jahr 1958 nahm Claude einen Job in Barbados auf und Harriott gründete mit dessen jüngerem Bruder Herman Sang sowie den beiden Sängern Eugene Dwyer und Maurice Winter die Jiving Juniors. Das Quartett arbeitete nacheinander mit den Musikproduzenten Duke Reid und Coxsone Dodd zusammen und hatte dabei Hits wie Lollipop Girl und Over the River.
Nach der Trennung der Jiving Juniors 1962 gründete Harriott mit Crystal Records sein eigenes Plattenlabel, auf dem er Künstler wie The Ethiopians, The Kingstonians oder Keith & Tex veröffentlichte. Er hatte Hits mit What Can I Do, Fistful of Dollars und The Loser. Seine Hausband bei Crystal Records nannte er The Crystalites. Die Studioband hatte ständig wechselnde Mitglieder, zu denen zeitweise Lynn Taitt, Gladstone Anderson und Karl „Cannonball“ Bryan gehörten. Mit den Crystalites veröffentlichte Harriott 1970 das Album Psychedelic Train sowie das Reggae-Instrumental-Album The Undertaker, das den Dub-Alben von Lee Perry & The Upsetters den Weg ebnete. Diesen Ansatz verfolgte er auf den Alben Scrub-A-Dub Reggae (1974) und More Scrubbing the Dub (1975) mit der Unterstützung von King Tubby weiter. Mitte der Siebzigerjahre produzierte er das Debütalbum Pick Hits to Click von Winston McAnuff, das aus zuvor veröffentlichten Singles zusammengestellt wurde.
Harriott war sowohl Künstler als auch Geschäftsmann. Als Produzent hat er frühzeitig musikalische Trends wie Rocksteady oder Dub erkannt und auch zeitgenössische Hits wie You’ve Really Got a Hold on Me, Reach Out I’ll Be There, Lady Madonna, Shaft und Fly, Robin, Fly gecovert. Mit seinem Plattenlabel Crystal konnte er als Sänger, Komponist und Entrepreneur eigenständig agieren. Ab 1973 führte Harriott in Kingston einen Plattenladen, in dem er seine selbst produzierten Schallplatten verkaufte. Anfangs befand sich das Geschäft unter der Adresse Derrick’s One Stop Record Village, 86 King Street, Kingston, später dann im Twin Gates Plaza in Half-Way Tree.

## Auszeichnungen
Im Jahr 2009 bekam Harriott vom jamaikanischen Staat den Ehrenorden Officer of the Order of Distinction verliehen. Eine Dekade später erhielt er den Lifetime Achievement Award in Music der Jamaica Reggae Industry Association (JaRIA).

## Diskografie (Auswahl)

### Eigene Aufnahmen
Singles
- 1961: Derrick Harriott: I’ll Go / Answer Me (Coxsone)
- 1964: Derrick Harriott: Monkey Ska / Derrick (Crystal Records)
- 1967: Derrick Harriott: My Last Letter / Reach Out I’ll Be There (Crystal)
- 1970: Derrick Harriott & The Chosen Few: Psychedelic Train / Derrick Harriott & The Crystalites: Psychedelic Train (Part 2) (Crystal)
- 1970: Derrick Harriott: Message From a Black Man / The Crystalites: Message From a Black Man (Part 2) (Crystal)
- 1972: The Preacher (Derrick Harriott): Black Moses (Shaft) / The Crystalites: Moses Version (Crystal)
- 1973: Derrick Harriott: Some Guys Have All the Luck / Version (Crystal)

Alben
- The Best of Derrick Harriott (1965, Island Records)
- Rock Steady Party (1967, Crystal/Island)
- The Best of Derrick Harriott Vol. 2 (1968, Crystal/Island)
- The Sensational Derrick Harriott Sings Jamaica Reggae (1969, Crystal/Pama)
- Derrick Harriott & The Crystalites: The Undertaker (1970, Trojan Records)
- Derrick Harriott & The Crystalites: Psychedelic Train (1970, Crystal/Trojan)
- Derrick Harriott Presents Scrub-A-Dub Reggae (1974, Crystal)
- More Scrubbing the Dub (1975, Crystal)
- Reggae Disco Rockers (1975, Wild Flower/Charmers Records)
- Derrick Harriott and The Revolutionaries: Reggae Chart Busters Seventies Style (1977, Crystal)

### Produktionen
- 1967: Stop That Train von Keith & Tex (Crystal Records)
- 1971: Concentration von Dennis Brown (Move & Groove)
- 1972: Draw Your Brakes von Scotty (Crystal)
- 1972: Cool Breeze von Big Youth (Crystal)
- 1972: Do Your Thing von The Chosen Few (Crystal / Song Bird)
- 1973: Tougher Than Tough von I-Roy (Crystal)
- 1975: Penny For Your Dub von U-Roy (Crystal)
- 1978: Electric Dread – Pick Hits to Click von Winston McAnuff (Crystal)